# Кубок мира по горному бегу 1986
2-й Кубок мира по горному бегу прошёл 4 и 5 октября 1986 года в городах Морбеньо и Сондрио (Италия). Разыгрывались 9 комплектов наград: по четыре в индивидуальном и командном первенствах (мужчины на короткой и длинной дистанции, женщины и юниоры до 20 лет), а также в общем зачёте по итогам трёх мужских забегов. Среди юниоров могли выступать спортсмены 1967 года рождения и моложе.
Соревнования прошли в два дня в долине Вальтеллина у подножия Бернинских Альп. Мужчины на короткой дистанции, женщины и юниоры преодолевали трассу с профилем «вверх-вниз». Забег на длинную дистанцию у мужчин имел профиль «вверх».
Соревнования прошли при тёплой погоде. На старт вышли 152 бегуна (93 мужчины, 30 женщин и 29 юниоров) из 15 стран мира. Каждая страна могла выставить до 4 человек в каждый из забегов. Сильнейшие в командном первенстве определялись по сумме мест трёх лучших участников. По сумме командных результатов у мужчин и юниоров выявлялись призёры общего зачёта. Хозяева соревнований из Италии во всех забегах выступали двумя сборными.
Чемпионкой среди женщин стала Кэрол Хэй из Англии. Она с самого старта оторвалась от соперниц и, несмотря на подвёрнутую ногу на заключительном спуске, смогла удержать своё преимущество.
В мужском зачёте все золотые медали остались за представителями Италии. На короткой дистанции они заняли первые шесть мест (четыре бегуна из первой команды и ещё два — из второй). Среди юниоров на победу претендовал прошлогодний серебряный призёр Робин Бергстранд из Англии, но на заключительном подъёме от него смог оторваться итальянец Франко Наица. На длинной дистанции Альфонсо Валличелла защитил титул чемпиона мира, второе место вновь, как и год назад, занял австриец Хельмут Штульпфаррер.

## Медалисты
Курсивом выделены участники, чей результат не пошёл в зачёт команды.

### Мужчины
| Дисциплина                                  | Золото | Золото   | Серебро | Серебро   | Бронза | Бронза   |
| ------------------------------------------- | --- | -------- | --- | --------- | --- | -------- |
| 10,95 км перепад высот: +480 м −480 м       | Маурицио Симонетти Италия | 45.37    | Фаусто Бонци Италия | 45.57     | Ренато Готти Италия | 46.40    |
| 10,95 км (команды)                          | Италия · Маурицио Симонетти · Фаусто Бонци · Пьер Альберто Тасси · Вито Корнольти | 7 очков  | Англия · Род Пилбим · Дейв Картридж · Шон Ливси · Рэй Роулинсон | 35 очков  | Швейцария · Даниэль Опплигер · Мартин Май · Франц Непфлин · Михаэль Гизлер | 50 очков |
| 15,05 км перепад высот: +1127 м             | Альфонсо Валличелла Италия | 1:00.37  | Хельмут Штульпфаррер Австрия | 1:01.08   | Чарли Долль ФРГ | 1:02.25  |
| 15,05 км (команды)                          | Италия · Альфонсо Валличелла · Привато Пеццоли · Луиджи Бортолуцци · Клаудио Галеацци | 16 очков | Швейцария · Беат Имхоф · Рюди Бухер · Ханс-Петер Непфлин · Коломбо Трамонти | 28 очков  | ФРГ Чарли Долль Вольфганг Мюнцель Петер Ципфель Райнхольд Майер | 30 очков |
| Юниоры 7,35 км перепад высот: +260 м −260 м | Франко Наица Италия | 29.55    | Робин Бергстранд Англия | 30.12     | Эцио Шаппо Италия | 30.36    |
| Юниоры 7,35 км (команды)                    | Италия · Франко Наица · Эцио Шаппо · Эмилиано Милези · Антонио Молинари | 8 очков  | Англия · Робин Бергстранд · Иен Дермотт · Гари Девайн · Эндрю Джонс | 27 очков  | Швейцария · Михаэль Штайнер · Мартьяль Кюэнде · Томас Кемпф · Ги Шайвилер | 33 очка  |
| Общий зачёт (мужчины+юниоры)                | Италия · Маурицио Симонетти · Фаусто Бонци · Пьер Альберто Тасси · Альфонсо Валличелла · Привато Пеццоли · Луиджи Бортолуцци · Франко Наица · Эцио Шаппо · Эмилиано Милези · Вито Корнольти · Клаудио Галеацци · Антонио Молинари | 31 очко  | Швейцария · Даниэль Опплигер · Мартин Май · Франц Непфлин · Беат Имхоф · Рюди Бухер · Ханс-Петер Непфлин · Михаэль Штайнер · Мартьяль Кюэнде · Томас Кемпф · Михаэль Гизлер · Коломбо Трамонти · Ги Шайвилер | 111 очков | Англия · Род Пилбим · Дейв Картридж · Шон Ливси · Малкольм Паттерсон · Хью Симондс · Джон Броксап · Робин Бергстранд · Иен Дермотт · Гари Девайн · Рэй Роулинсон · Боб Ашуорт · Эндрю Джонс | 142 очка |

### Женщины
| Дисциплина                           | Золото                                                            | Золото   | Серебро                                                                   | Серебро  | Бронза                                                         | Бронза  |
| ------------------------------------ | ----------------------------------------------------------------- | -------- | ------------------------------------------------------------------------- | -------- | -------------------------------------------------------------- | ------- |
| 7,35 км перепад высот: +260 м −260 м | Кэрол Хэй Англия                                                  | 34.14    | Валентина Боттарелли Италия                                               | 35.00    | Габи Шюц Швейцария                                             | 35.22   |
| 7,35 км (команды)                    | Швейцария · Габи Шюц · Хелен Эшлер · Карин Мёбес · Даниэла Сальви | 14 очков | Италия · Валентина Боттарелли · Лучия Соранцо · Соня Бассо · Джемма Гаддо | 17 очков | ФРГ Аннелиз Вебер Зузанне Бицер Паула Мангольд Кристиана Фладт | 31 очко |

## Медальный зачёт
Медали завоевали представители 5 стран-участниц.
 Принимающая страна
| Место | Страна    | Золото | Серебро | Бронза | Всего |
| ----- | --------- | ------ | ------- | ------ | ----- |
| 1     | Италия    | 7      | 3       | 2      | 12    |
| 2     | Англия    | 1      | 3       | 1      | 5     |
| 3     | Швейцария | 1      | 2       | 3      | 6     |
| 4     | Австрия   | 0      | 1       | 0      | 1     |
| 5     | ФРГ       | 0      | 0       | 3      | 3     |
| Всего | Всего     | 9      | 9       | 9      | 27    |